# 澳大利亚植物名称索引
澳大利亚植物名称索引（英語：Australian Plant Name Index，简称：APNI）是一个对于澳大利亚维管植物所有公开名称的在线数据库。  它涵盖了所有名称，无论是当前的名称、同义词还是无效的名称。它包括书目和类型化细节，来自澳大利亚植物普查的信息，澳大利亚各州的分布情况，与其他资源的链接，如标本、收集图、植物照片，以及对植物其他方面进行注释和评论的网站。

## 历史
它初自南希·泰森·伯比奇的想法。第一部由阿瑟·查普曼编撰，是一部四卷3055页的印刷作品，包含6万多个植物名称。当时是澳大利亚生物资源研究（ABRS）的一部分。1991年，它被作为一个在线数据库，并移交给了澳洲国家植物园。两年后，它的维护责任被交给了新成立的植物生物多样性研究中心。

## 规模
它被澳大利亚植物标本馆公认为澳大利亚植物命名的权威来源，并且是澳大利亚虚拟标本馆，一个为了提供对澳大利亚主要标本馆的数据和标本收藏的综合在线访问，拥有1000万澳元资金的合作项目，的核心组成部分。
它提供两种查询接口：
- 澳大利亚植物名称索引 (APNI)，[4] 提供完整结果，没有自动解释的完整查询界面。
- 它的名字是什么（WIN），[5] 一个功能较弱的查询界面，可提供简洁的结果，并增加了对输入的自动（并不总是正确的）推断。

## 其他资料
- .   [2007-09-09]. （原始内容存档于3 September 2007）.
- .   [9 September 2007]. （原始内容存档于3 September 2007）.
- Chapman, Arthur. . Canberra: Australian Government Publishing Service. 1991.